# Ruth Johnson Colvin
Ruth Johnson Colvin, nome alla nascita Ruth Johnson, (Chicago, 16 dicembre 1916 – Syracuse, 18 agosto 2024), è stata una filantropa e scrittrice statunitense, fondatrice dell'organizzazione no-profit Literacy Volunteers of America, ora chiamata ProLiteracy Worldwide a Syracuse, New York, nel 1962. Ricevette la Medaglia presidenziale della libertà dal Presidente George W. Bush nel dicembre 2006.

## Primi anni
Ruth Johnson nacque a Chicago il 16 dicembre 1916, primogenita dei cinque figli di Lillian e Harry Johnson (1891-1929), uno svedese-americano, proprietario di un conglomerato edile a Chicago.
Frequentò il Thornton Junior College di Harvey, Illinois, dove conseguì un diploma di due anni. Frequentò anche il Moser Business College a Chicago e la Northwestern University a Evanston, Illinois, dove incontrò il suo futuro marito, Robert Colvin, uno specializzando in amministrazione aziendale alla Northwestern. Divenne inoltre membro del Capitolo Kappa Delta. Si sposarono nel 1940 e si trasferirono a Seattle, Washington, poi a Syracuse dove Robert costruì una "redditizia carriera di vendite e consulenza" nel settore dei prodotti chimici industriali. Insieme ebbero due figli.
Ruth Colvin conseguì una Laurea di Primo Livello presso l'Università di Syracuse nel 1959.

## Carriera
La Colvin si rese conto del problema dell'analfabetismo nella sua città natale, Syracuse, quando vennero pubblicati i rapporti del censimento del 1960 e nel 1962 dai quali apprese che in città vi fossero oltre 11.000 persone lavoratrici al livello più basso di alfabetizzazione. Da sempre appassionata di lettura, collaborò con gli specialisti di lettura dell'Università di Syracuse e sviluppò materiali per formare i tutor volontari su varie tecniche di motivazione e istruzione. Sviluppò due manuali di formazione per tutor; Tutor e I Speak English, che sono considerati fonti autorevoli per la formazione di tutor volontari che insegnano agli adulti l'alfabetizzazione di base o l'inglese come seconda lingua. I primi tutor che completarono il programma arrivarono dal gruppo femminile della chiesa di Colvin.

### Volontari per l'alfabetizzazione
Nel 1962 fu fondata a Syracuse la Literacy Volunteers, Inc. L'organizzazione venne istituita nello Stato di New York nel 1967 come organizzazione no-profit esente da imposte e il nome venne cambiato in Literacy Volunteers of America, Inc. (LVA). Si trattò di un'organizzazione nazionale, educativa e senza scopo di lucro, con personale a livello locale, statale e nazionale e un consiglio di amministrazione volontario di cui la Colvin fu la prima presidente dell'organizzazione e membro a vita del consiglio di amministrazione.
Nel 1974 creò il programma di formazione sull'inglese come seconda lingua e una nuova serie di letture per gli studenti. Negli anni successivi contribuì a fondare la Coalizione Nazionale per l'Alfabetizzazione per aumentare la consapevolezza pubblica dell'analfabetismo. La Colvin pubblicò anche le Linee guida per il coinvolgimento degli studenti per incoraggiare la loro partecipazione a tutti gli aspetti dei programmi di alfabetizzazione.
Nel corso degli anni l'organizzazione arrivò a comprendere 330 programmi in 42 Stati con oltre 100.000 volontari e studenti, lavorando in collaborazione con istituti penitenziari, programmi educativi per adulti, biblioteche, università, programmi di servizio alla comunità e industrie, e cercando anche modi efficaci per insegnare l'alfabetizzazione di base e l'inglese come seconda lingua, sottolineando l'importanza di una formazione educativa "centrata sullo studente" per i tutor e di un "sistema di supporto continuo".
Dal 1991 al 2001 la Colvin contribuì all'amministrazione, alla formazione e allo sviluppo dei fondi nello ESwatini, nello sviluppo dell'unico programma di alfabetizzazione del Paese. Valutò anche le esigenze e fornito la formazione iniziale ai Rotary Club dello Zambia, per creare il fondo Readers are Leaders in Zambia.

### ProLiteracy nel mondo
ProLiteracy Worldwide nacque dalla fusione tra Laubach Literacy International e Literacy Volunteers of America, Inc. nel 2002.
La storia di Laubach Literacy International iniziò nel 1930, durante gli anni in cui il dottor Frank C. Laubach lavorò come missionario tra i Maranhão delle Filippine. La sua preoccupazione per le loro cattive condizioni di vita lo portò a concludere che la capacità di leggere e scrivere fosse essenziale per iniziare a risolvere i loro problemi. Imparando progressivamente a leggere, i Maranhão iniziarono a loro volta ad insegnare ad altri adulti su una base individuale che divenne nota come “Ognuno insegna a uno”. Dal 1935 al 1967 il Dr. Laubach visitò 105 Paesi rispondendo alle richieste di aiuto per l'alfabetizzazione e creò lezioni di lettura in 315 lingue. Fondò Laubach Literacy International a Syracuse nel 1955.

### Contributi civici
Nel 1977 la Colvin entrò nel consiglio di amministrazione del Syracuse Boy's Club e della Consolidated Industries e fu anche attiva nei Volontari della Greater Syracuse.

### Medaglia presidenziale della libertà

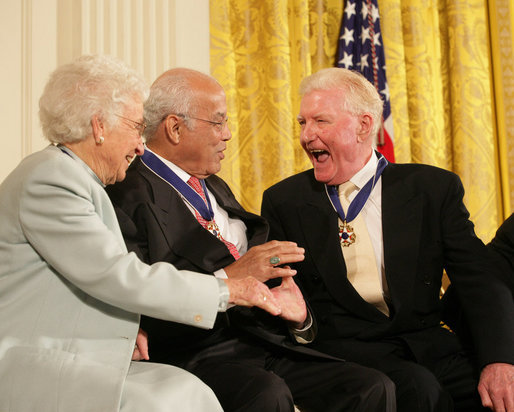
Colvin con Norman C. Francis (al centro), Paul Johnson (a destra) alla Casa Bianca nel dicembre 2006

Il 15 dicembre 2006, nella Sala Est della Casa Bianca, le fu consegnata la Medaglia presidenziale della libertà dal Presidente George W. Bush. Il Presidente affermò che "Ruth Colvin è una persona di grande intelligenza, lungimiranza e cuore. Si è guadagnata la gratitudine di molti e l'ammirazione di tutti noi".

## Anni successivi
La Colvin rimase attiva in ProLiteracy Worldwide come tutor volontario negli Stati Uniti e all'estero. Avviò un altro programma di alfabetizzazione in Madagascar e Papua Nuova Guinea e un altro in Tok Pisin. Insegnò anche in Paesi in via di sviluppo come Madagascar, Papua Nuova Guinea, Zambia, Guatemala, Pakistan, Somalia e Cina.
In Cina formò gli insegnanti affinché incorporassero l'inglese colloquiale nelle loro classi. In Papua Nuova Guinea avviò un programma di alfabetizzazione, formò gli insegnanti e scrisse libri di formazione all'alfabetizzazione in Tok Pisin. Insegnò a dieci donne cambogiane a insegnare ad altre 103 donne del villaggio prive di un'istruzione ufficiale. Formò anche degli insegnanti in Madagascar per insegnare ai locali l'inglese e fu invitata a tornare nella zona per avviare un programma di alfabetizzazione in malgascio.
Fu membro a vita del Consiglio di amministrazione di ProLiteracy.
Nel 2018 fu scelta come oratrice per la cerimonia di consegna del diploma al Le Moyne College.

## Vita privata e morte
La Colvin visse a Syracuse, nello Stato di New York. Suo marito Robert morì nel 2014.
Il 16 dicembre 2016 festeggiò il suo 100º compleanno e morì nella sua casa il 18 agosto 2024, all'età di 107 anni.

## Riconoscimenti e premi
Ruth Johnson Colvin accumulò oltre 40 anni di esperienza nell'alfabetizzazione e pubblicò nove libri. Conseguì 29 premi e onorificenze per il suo impegno, oltre a “centinaia di storie di persone” dai 60 Paesi che visitò o in cui lavorò. Conseguì nove dottorati honoris causa in lettere umane, tra cui uno nel maggio 1983, dalla sua alma mater, l'Università di Syracuse.
Nel 1987 conseguì il President's Volunteer Action Award dal Presidente Ronald Reagan, il più alto riconoscimento conferito a un volontario.
Oltre alla Medaglia presidenziale della libertà nel 2006, ricevette numerosi riconoscimenti, tra cui il Premio Nazionale della Giornata della Donna, il Premio Ambasciatore di buona volontà dell'International Center, il Rotarian International Harris Fellow, il Premio Ecumenico Presbiteriano del Sinodo di NE, il Premio Azione Volontari del Presidente e il Premio Servizio Speciale del Presidente LVA. Nel 1993 venne inserita nella National Women's Hall of Fame.
La Colvin fu inserita anche nella Hall of Honor della sorority Kappa Delta, la più alta onorificenza conferita dalla società ai suoi membri.
Il 20 maggio 2018 la Colvin tenne il discorso di laurea al Le Moyne College di Syracuse e ricevette un dottorato onorario. Potrebbe essere la persona più anziana ad aver partecipato ad una cerimonia di laurea negli Stati Uniti.

### Opere pubblicate
- Tutor (1962)
- I Speak English (1962)
- Student Involvement Guidelines[4]
- Basic Reading Workshop (video)
- Tutoring Small Groups Handbook
- Reading to Children (video)
- English as a Second Language Tutor Training Workshop
- How to Add Family Literacy to Your Program
- Maintaining the Balance: A Guide to 50/50 Management
- LVA Works: A Guide to Workplace Education
- Great Traveling After 55 (1989)[16]
- Off the Beaten Path: Stories of People Around the World  (2011)
- My Travels Through Life, Love, and Literacy: A Memoir (2020)